# Castello di Caneva
Das Castello di Caneva ist eine mittelalterliche Burgruine in Caneva in der italienischen Region Friaul-Julisch Venetien. Sie liegt an der Via Castello.

## Geschichte
Die Burg wurde nach Ansicht einiger Gelehrter in der Nähe eines altrömischen Aussichtsturms, einem üblichen Gebäude in Venetien und Friaul, errichtet. Dieser Aussichtsturm entstand seinerseits aus einer kleinen Burgsiedlung der Veneter.
Vermutlich waren der Hügel, auf dem die Burg steht, und das umliegende Gebiet bereits im Hochmittelalter bewohnt, aber über diese Zeit weiß man wenig.
Ab 1034 gehörte die Burg zu den Besitzungen der Kirche von Aquileia: Der Kaiser Konrad II. überließ sie dem Patriarchen Poppo von Aquileia, um den Magyaren zu widerstehen, einem Volk, das sich um das Jahr 1000 auf den Weg nach Venetien machte. Die Burg, die wegen ihrer strategisch günstigen Lage von verschiedenen Adligen aus dem Friaul, Treviso und sogar aus Padua begehrt war, war ein entscheidender Punkt für viele Kämpfer, von den Truppen des Patriarchats bis zu denen der Mark Treviso. Einer der schwierigsten Momente war die Belagerung durch die Truppen von Treviso, die mehr als 15 Tage dauerte und zu Verwüstungen und Toten führte.
Die Burg wurde nach der Unterwerfung unter die Republik Venedig so effizient gehalten, dass sie der Türkenbelagerung 1499 widerstand. Die Information stammt aus den Registern der Pfarrei von Caneva, die auch vom Brand des Castellats von Villa di Villa, einem Ortsteil von Cordignano, und vom Türkeneinfall in die Ebene zwischen Venetien und Friaul berichten.
Im 17. Jahrhundert begann der Niedergang der Burg und heute sind von der alten Burg nur noch Reste der Umfassungsmauer zur Verteidigung und einiger Türme erhalten. Im Zentrum der verfallenen Umfassungsmauer liegt die Kirche Santa Lucia aus dem 11. Jahrhundert mit ihrem Glockenturm. In der Kirche gibt es Fresken aus der Renaissance, darunter ein statischer Heiliger Laurentius in einer Nische, die von Pietro Gorizio ausgemalt wurde.

## Galeriebilder

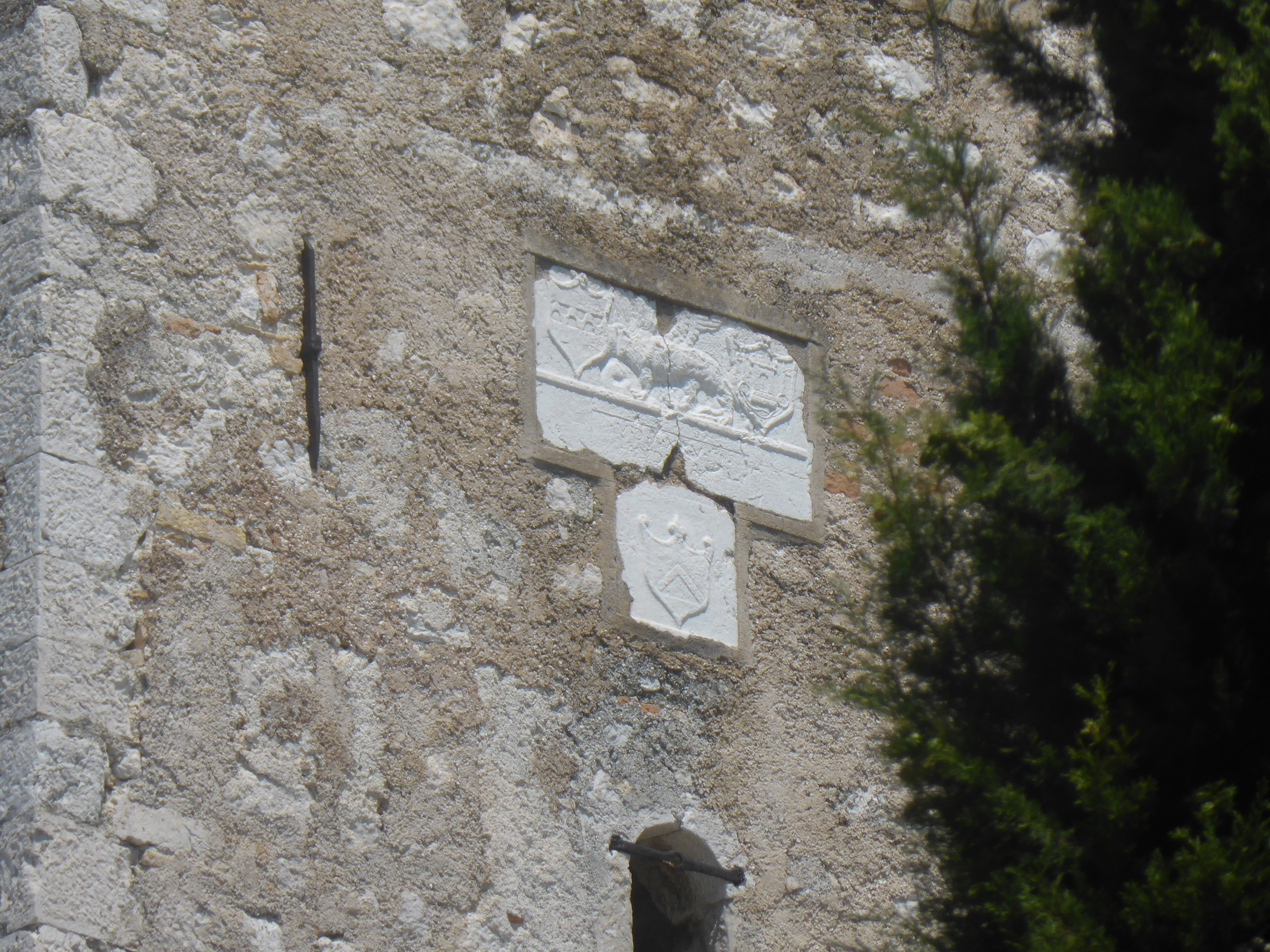
Detail am Burgturm von Caneva
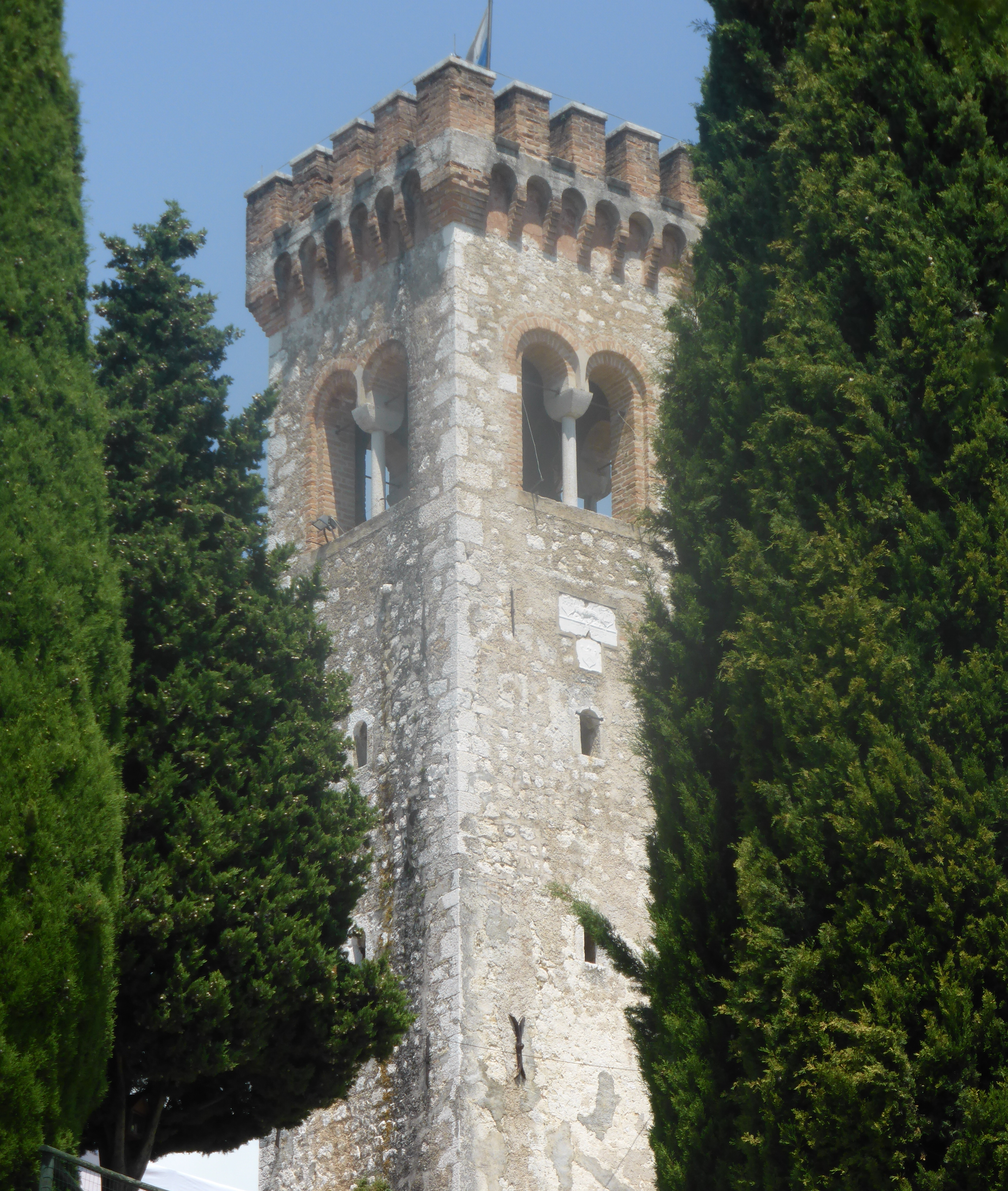
Burgturm
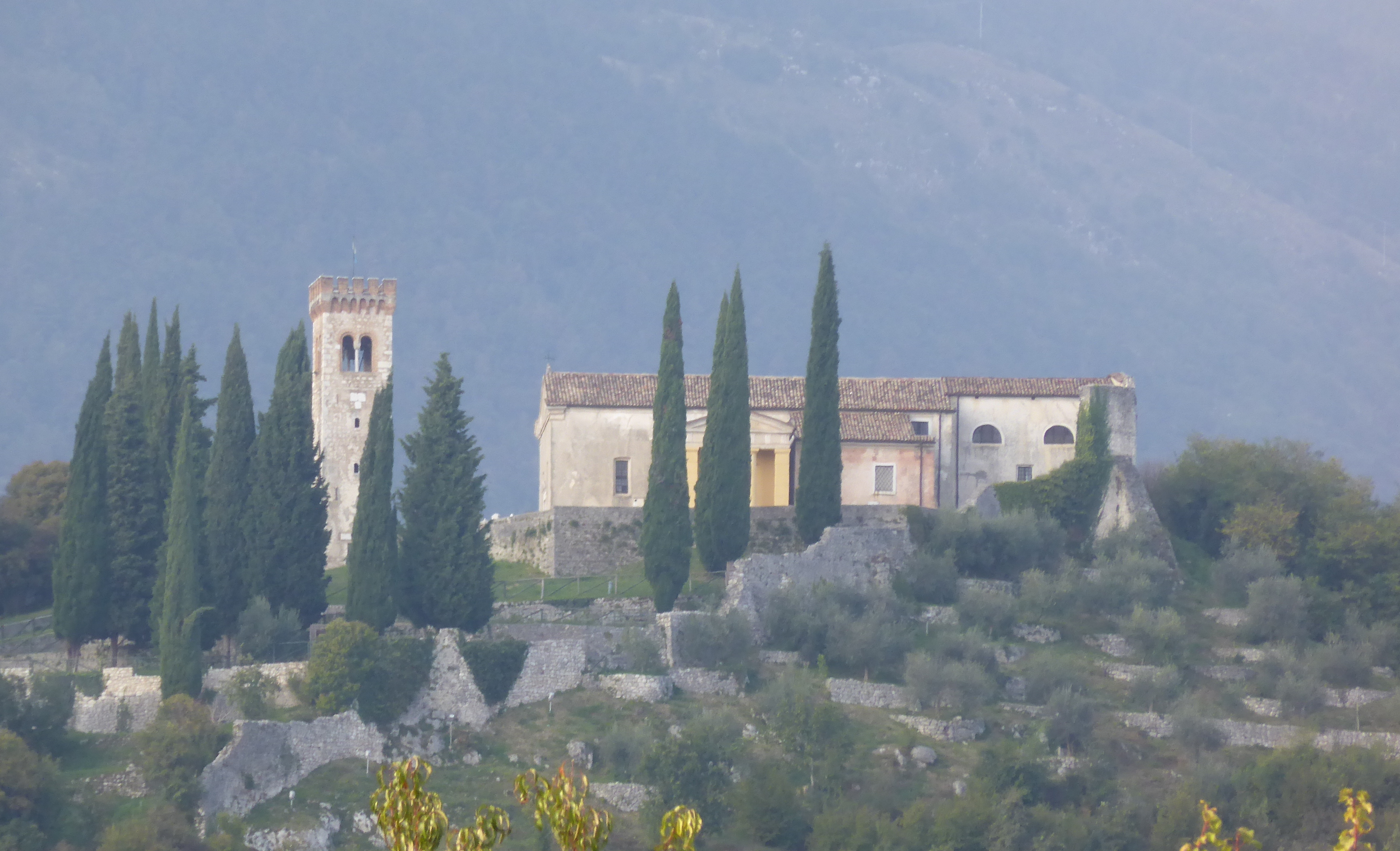
Castello di Caneva
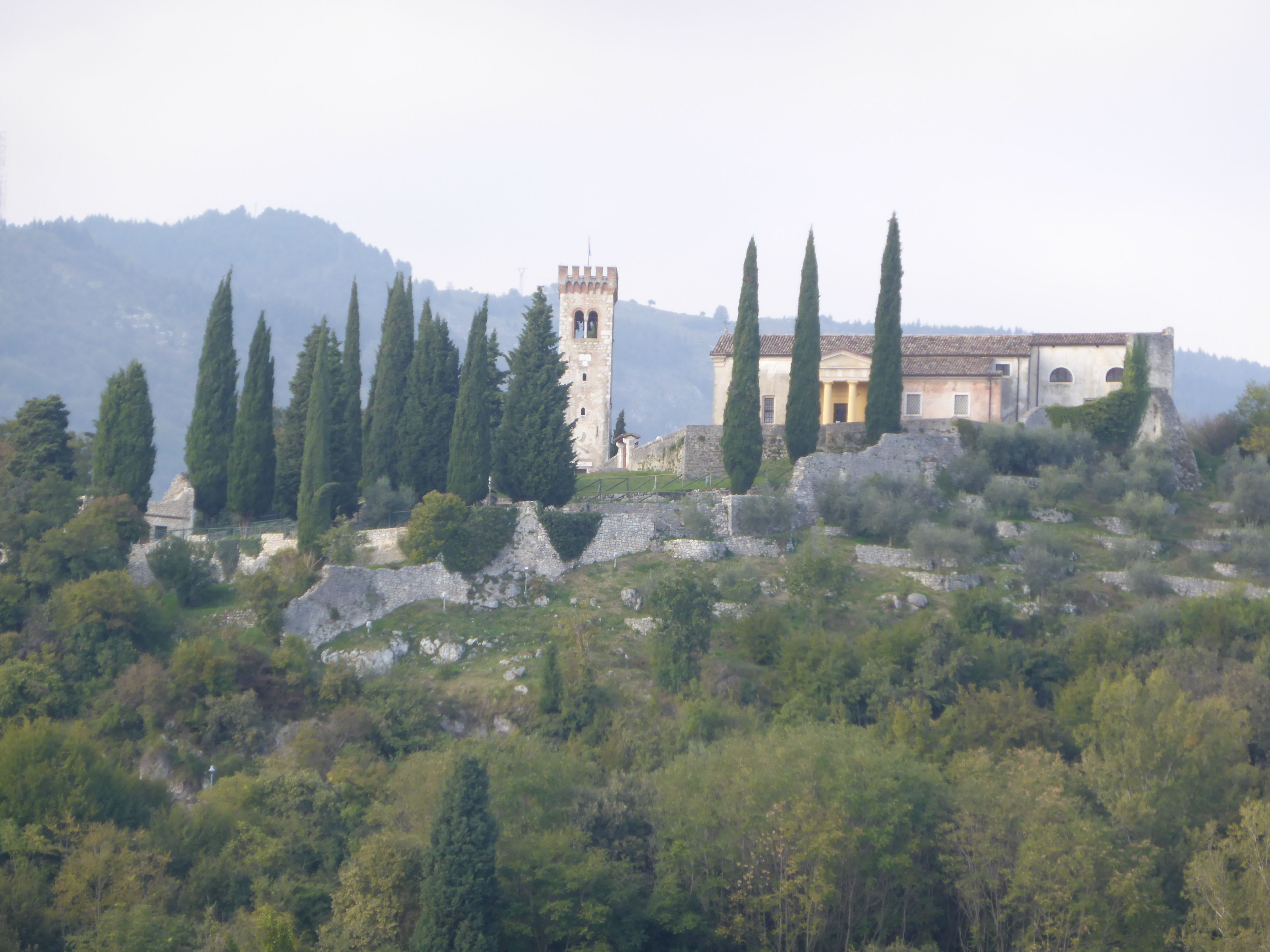
Castello di Caneva